# Колібрі зеленохвостий
Колі́брі зеленохвостий (Elliotomyia viridicauda) — вид серпокрильцеподібних птахів родини колібрієвих (Trochilidae). Ендемік Перу.

## Опис
Довжина птаха становить 10-11 см, самці важать 6 г, самиці 5,5 г. у самців верхня частина тіла світло-зелена з золотисто-бронзовим відблиском, боки поцятковані зеленими плямами. Нижня частина тіла біла, на горлі і підборідді зелені плями. Хвіст золотисто-зелений або сірувато-зелений, основа стернових пер не є білою, на відміну від білочеревих колібрі. Дзьоб прямий, довжиною 27 мм, зверху чорнуватий, знизу червонуватий з чорним кінчиками. У самиць підборіддя і горло світло-кремові, сильно поцятковані зеленими плямами. Забарвлення молодих птахів є подібне до забарвлення самиць, однак кремова пляма у них доходить до живота.

## Поширення і екологія
Зеленохвості колібрі мешкають на східних схилах Перуанських Анд, від Уануко на південь до Куско. Вони живуть на узліссях вологих гірських тропічних лісів та на лісових галявинах, на відміну від білочеревих колібрі, які віддають перевагу більш сухим і відкритим місцевостям. Зустрічаються на висоті від 350 до 2500 м над рівнем моря. Живляться нектаром квітів.